# Montenaken (Gingelom)
Pour les articles homonymes, voir Montenaken.
Montenaken est une section de la commune belge de Gingelom, située en Région flamande dans la province de Limbourg. C'était, avant la fusion des communes de 1977, une commune à part entière. Montenaken a connue une première fusion en 1971 avec les communes de Corthys et Fresin.

## Histoire
La localité fut témoin, le 20 octobre 1465 de la bataille de Montenaken menée entre les forces de Liège et le duché de Bourgogne dans le cadre de la Première Guerre de Liège.
Composée d'une milice de 4000 hommes, la plupart civils, du côté de Liège, l'issue de la bataille tourna à l'avantage des bourguignons composée quant à elle de cavaliers principalement.

## Toponymie
Montyneis (1139, Montenaken (1139), Monteigney (1174), Montinacum (1203), Montenacum (1216), Montenaken (1216), Montingei (1216), Monteinghei (1224), Montennaka (1225), Montenaeken (1921)

## Démographie

### Évolution démographique: Avant la fusion des communes
- Sources : INS, Rem. : 1831 jusqu'en 1961 = recensements[2].

### Évolution démographique de la commune fusionnée
Graphe de l'évolution de la population de la commune. Les données ci-après intègrent les anciennes communes dans les données avant la fusion de 1971.
- Sources : INS, Rem. : 1831 jusqu'en 1970 = recensements, 1976= nombre d'habitants au 31 décembre[2].